# Richard Brakenburgh
Richard Brakenburgh (Haarlem, 1650  - Haarlem, 1702) foi um pintor holandês.
Foi discípulo do também artista holandês Adriaen van Ostade.

## Principais obras
- St. Nicholas Eve (1685), Amstelkring Museum, Amsterdam
- May Queen Festival (1700), óleo sobre tela (41 x 48 cm), Museu de Belas Artes de Budapeste, Hungria
- Peasant Celebration (1690), óleo sobre tela, Kunsthistorisches Museum, Vienna, Austria
- The nuptial contract, Accademia Carrara, Bergamo, Itália
- A family on a terrace (1691), óleo sobre tela (47 × 54.6 cm), New York, Sotheby's (24 de janeiro de 2002)
- A Theatrical Performance In A Town Square, óleo sobre tela, Christie's Images, London, Inglaterra
- A Schoolroom Interior, coleção particular